# Antenore Belletti
Antenore Belletti (Mantova, 5 maggio 1905 – Rodano, 1985) è stato un artigiano italiano, padre di Stelio Belletti.

## Carriera
Antenore Belletti era impiegato prima e durante la seconda guerra mondiale come capo officina presso la Società italiana Ernesto Breda e successivamente presso la Piero Magni aviazione, dove si forma come costruttore di fusoliere per aerei medio leggeri, sia di derivazione militare che civile.
Si mette in proprio nel 1945 aprendo una piccola bottega in zona Ortica a Milano dove principalmente ripara fusoliere di aerei americani e ne realizza per aziende aeronautiche del milanese. 
Collabora ai progetti di aziende quali Caproni, Fratelli Nardi e Aviamilano.
Tutta l'attività viene svolta in autonomia con l'aiuto del giovane figlio Stelio Belletti.
Con l'arrivo degli anni 60, Antenore trasferisce la propria attività in una sede più grande in provincia di Milano nel comune di Rodano ed investe, anche grazie ad un prestito concesso dell'Artigiancassa nell'acquisto di un macchinario per la saldatura TIG, tecnica ancora poco conosciuta in quegli anni, nella quale la sua officina si specializzerà.
Dai primi anni 60 si susseguono collaborazioni importanti in ambito motociclistico grazie all'avvicinamento dei tecnici Giuseppe Pattoni e Lino Tonti.
Nel settore delle corse su motocicletta Antenore Belletti lavora principalmente per i marchi Paton, Linto, Guazzoni, Puch Frigerio e Honda, costruendo telai per motociclette da Gran Premio.
A partire dalla metà degli anni 70 cede gradualmente l'attività al figlio Stelio, che, dopo aver fondato il marchio Stelbel nel 1973, inizia a concentrarsi nel settore della costruzione di telai per biciclette da corsa.